# Marcus Claudius Fronto
Marcus Claudius Fronto (in de strijd gedood in 170) was tijdens het bewind van keizers Antoninus Pius (regeerde van 138 tot 161) en Marcus Aurelius (regeerde van 161 tot 180) Romeins senator, consul suffectus (in 165 of 166) en generaal in het keizerlijke Romeinse leger.